# Arp 220
L'oggetto galattico denominato Arp 220 (IC 1127 o anche IC 4553) è il risultato di una collisione tra due galassie, ora nel pieno di un processo di fusione. È situato in direzione della costellazione del Serpente alla distanza di circa 250 milioni di anni luce.
È il 220° oggetto inserito nell'Atlas of Peculiar Galaxies stilato dall'astronomo Halton Arp e pubblicato nel 1996 dal California Institute of Technology.

## Caratteristiche
Arp 220 è la galassia ultraluminosa all'infrarosso (ULIRG) più vicina alla Terra.  La sua emissione di energia fu scoperta da IRAS proprio in quanto collocata soprattutto nella regione spettrale del lontano infrarosso. Spesso considerata come il prototipo delle ULIRG, è stata oggetto di molti studi. 
Si suppone che gran parte dell'emissione di energia sia il risultato di una massiccia attività di formazione stellare (starburst), probabilmente innescata dall'interazione di due galassie più piccole.
Recenti osservazioni del Telescopio spaziale Hubble, nel 2002 e 1997, effettuate nella luce visibile con l'Advanced Camera for Surveys e nell'infrarosso con la Near Infrared Camera and Multi-Object Spectrometer, hanno rivelato la presenza di più di 200 ammassi stellari nella parte centrale della galassia. 
Il più massiccio di questi ammassi contiene una quantità di materia equivalente a circa 10 milioni di masse solari.
Le osservazioni nello spettro dei raggi X, effettuate dai telescopi spaziali Chandra e XMM-Newton, hanno evidenziato che probabilmente Arp 220 contiene al centro un nucleo galattico attivo (AGN), il che pone l'interessante questione di nesso tra le interazioni di galassie e i nuclei galattici attivi, dal momento che si ritiene che l'interazione delle galassie sia l'innesco per la formazione stellare e può contribuire alla formazione di buchi neri supermassicci alla base dei nuclei galattici attivi.
Di oggetti luminosi nel lontano infrarosso come Arp 220 ne sono stati scoperti e studiati un gran numero grazie alle campagne osservative condotte nelle lunghezze d'onda submillimetriche utilizzando strumenti come il Submillimetre Common-User Bolometer Array (SCUBA) al James Clerk Maxwell Telescope.
Gli astronomi dell'Arecibo Observatory hanno rilevato molecole prebiotiche organiche nella galassia, quali H-C≡N (acido cianidrico) e H2C=N-H (formaldimmina).
Arp 220 contiene anche due sorgenti maser, un megamaser OH e un maser ad acqua.
Nell'ottobre 2011 gli astronomi individuarono contemporaneamente ben sette supernove all'interno di Arp 220.
Si stima che la collisione tra le due galassie sia iniziata circa 700 milioni di anni fa.

## Galleria d'immagini

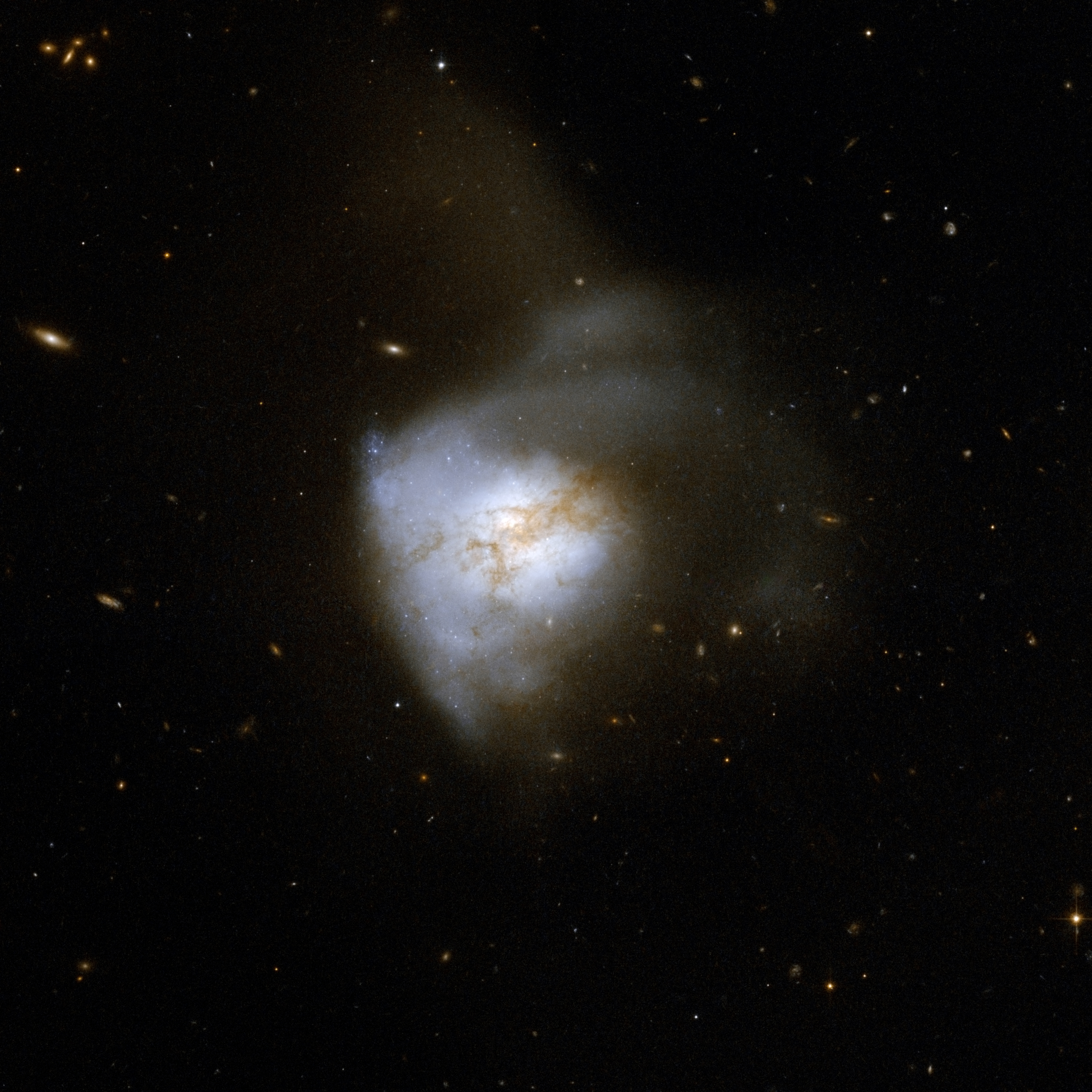
Arp 220 (Hubbe ST - 2008)
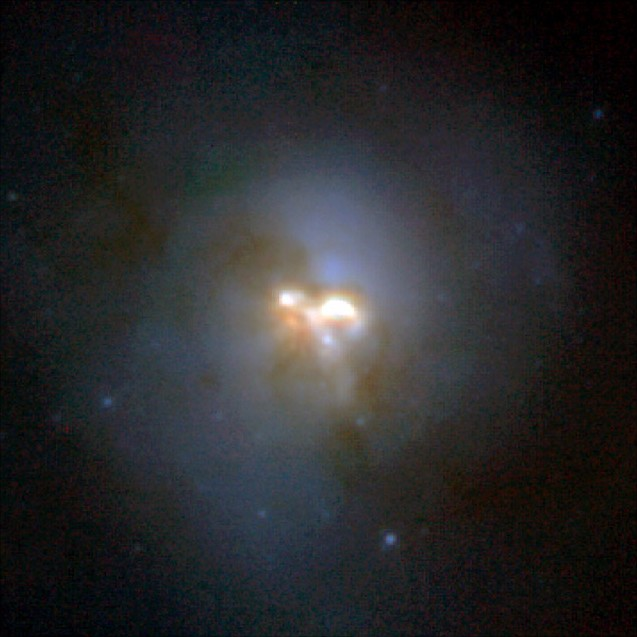
Arp 220 ripresa dallo spettrometro NICMOS del telescopio Hubble (1997)
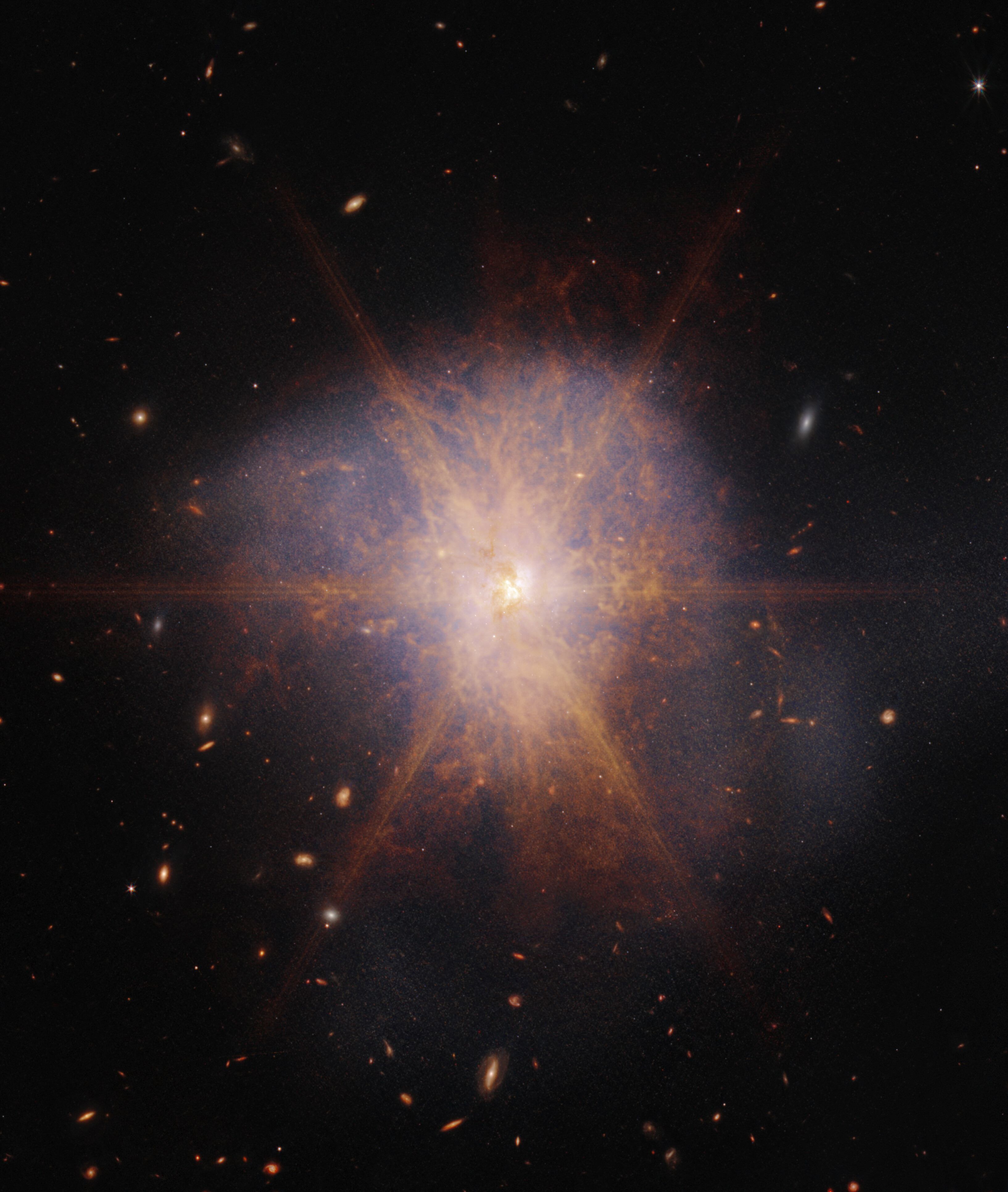
Arp 220 fotografata nell'infrarosso dal telescopio spaziale James Webb
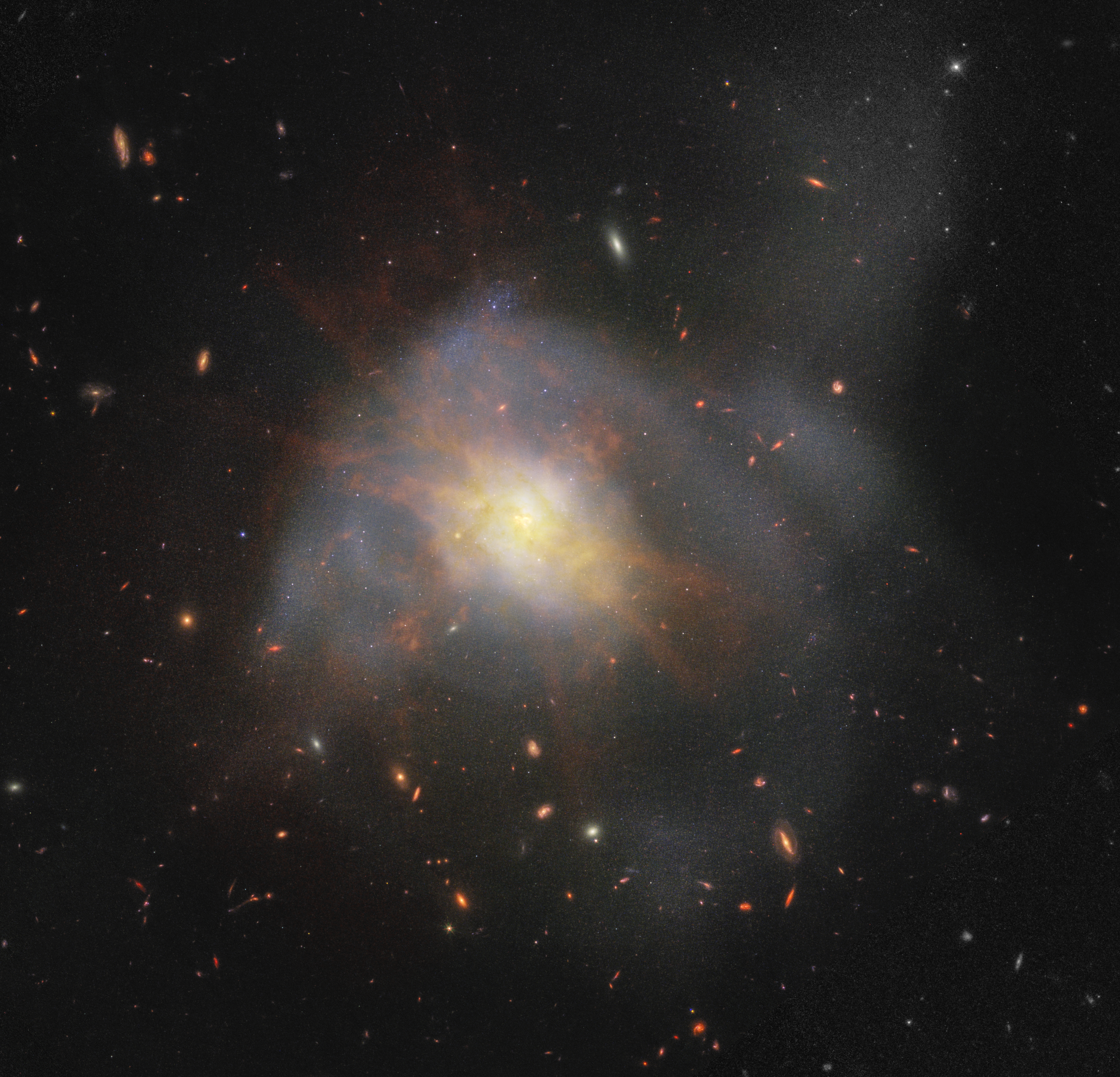
Arp 220 in una combinazione di immagini dell'Hubble e del JWST